# Siteki

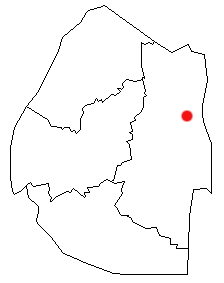
Położenie Siteki w Eswatini

Siteki – miasto we wschodnim Eswatini, stolica dystryktu Lubombo; 5 tys. mieszkańców (2006).